# Örlogsflotta
Örlogsflotta (från örlog, fornnordiskt ord för krig) är en sjömilitär styrka. 

## Klassificering av örlogsflottor
Internationellt skiljer man mellan blue-water navy, green-water navy och brown-water navy. 
- Blue-water navy är en flotta som har kapacitet att operera på världshaven, med flygunderstöd från hangarfartygsbaserat flyg. Idag har USA, Ryssland, Storbritannien, Indien och Frankrike sjöstridskrafter med denna förmåga. Sydkorea hade som mål att upprätta en sådan flotta till 2020.

- Green-water navy är en flotta som har kapacitet att operera i kustområden och regionala hav, vanligen enbart beroende av flygunderstöd från landbaserat flyg. Den svenska flottan tillhör denna kategori..

- Brown-water navy är en flotta som har kapacitet att operera i skärgårdsområden och floder.

## Världens örlogsflottor rangordnade efter tonnage
| Rang | Land           | Flotta                               |
| ---- | -------------- | ------------------------------------ |
| 1    | USA            | USA:s flotta                         |
| 2    | Ryssland       | Rysslands flotta                     |
| 3    | Kina           | Folkets befrielsearmés flotta        |
| 4    | Japan          | Japans maritima självförsvarsstyrkor |
| 5    | Indien         | Indiens flotta                       |
| 6    | Storbritannien | Royal Navy                           |
| 7    | Frankrike      | Frankrikes flotta                    |
| 8    | Sydkorea       | Sydkoreas flotta                     |
| 9    | Italien        | Italiens flotta                      |
| 10   | Brasilien      | Brasiliens flotta                    |
| 26   | Danmark        | Danmarks flotta                      |
| 29   | Norge          | Norges flotta                        |
| 33   | Sverige        | Sveriges flotta                      |
| 54   | Finland        | Finlands flotta                      |

## Eric Groves klassificering av världens flottor 1990
Den brittiske sjökrigshistorikern Eric Grove, vid Salford University i Manchester, är en av Storbritanniens ledande marina tänkare. Han har genom att jämföra olika nationers örlogsflottor skapat ett klassificeringssystem som sträcker sig från första rangens mariner till den nionde rangens.
| Rang | Benämning                                     | Beskrivning | Flottor 1990 | Eric Grove, The Future of Sea Power, Routledge 1990 |
| ---- | --------------------------------------------- | --- | --- | --------------------------------------------------- |
| 1    | Major Global Force Projection Navy - Complete | En flotta som har kapacitet att genomföra en flottas alla sjömilitära roller i en global skala                        | Endast USA:s flotta | Sid. 237                                            |
| 2    | Major Global Force Projection Navy - Partial  | En flotta som har kapacitet att genomföra en del av en flottas sjömilitära roller i en global skala                   | Sovjetmarinen | Sid. 237                                            |
| 3    | Medium Global Force Projection Navy           | En flotta som har kapacitet att genomföra en begränsad sjömilitär operation i en global skala                         | Royal Navy och Frankrikes flotta | Sid. 238                                            |
| 4    | Medium Regional Force Projection Navy         | En flotta som har kapacitet att genomföra sjömilitära operationer i en regional skala, dvs. i angränsande hav         | Indiens, Japans, Kinas, Italiens, Nederländernas, Tysklands, Spaniens, Belgiens, Kanadas, Australiens, Brasiliens och Argentinas flottor | Sid. 238-239                                        |
| 5    | Adjacent Force Projection Navy                | En flotta som har kapacitet att genomföra begränsade sjömilitära operationer i en regional skala                      | Portugals, Greklands, Turkiets, Chiles, Perus, Taiwans, Nordkoreas, Sydkoreas, Pakistans, Israels och Nya Zeelands flottor | Sid. 239                                            |
| 6    | Offshore Territorial Defence Navy             | En flotta som har hög kapacitet att genomföra defensiva och polisiära uppgifter upp till 200 nautiska mil från kusten | Norges, Danmarks, Sveriges, Polens, Rumäniens, Bulgariens, Jugoslaviens, Algeriets, Marockos, Libyens, Egyptens, Nigerias, Kubas, Colombias, Ecuadors, Venezuelas, Bangladeshs, Indonesiens, Malaysias, Thailands och Filippinernas flottor                                                                                            | Sid. 239                                            |
| 7    | Inshore Territorial Defence Navy              | En flotta som har kapacitet att genomföra sjömilitära operationer i kustnära farvatten                                | Albaniens, Angolas, Bahrains, Bruneis, Etiopiens, Finlands, Jemens, Kameruns, Kuwaits, Omans, Qatars, Somalias, Singapores, Syriens och Tunisiens flottor | Sid. 239-240                                        |
| 8    | Constabulary Navy                             | En flotta som inte har till uppgift att utkämpa ett sjökrig, utan endast att genomföra polisiära operationer          | Länder med större flottor som har en sådan kapacitet genom sina kustbevakningar: USA:s kustbevakning, Argentina, Kanada, Japan, Norge, Indien och Pakistan. Länder som enbart har sådan kapacitet: Myanmars, Sri Lankas, Ghanas, Tanzanias, Mexikos, Dominikanska republikens, Uruguays och Irlands flottor samt Islands kustbevakning | Sid. 240                                            |
| 9    | Token Navy                                    | Flottor med en minimal sjömilitär kapacitet                                                                           | Resten av världens flottor | Sid. 240                                            |

## Historiska organisationsformer
Förutom rena statsflottor har örlogsflottor historiskt före 1600-talet kunnat organiseras på sex andra sätt.
- Uppbådade flottor. Staten rekvirerar i krigstid civila fartyg och besättningar för att genomföra sjötransport- och sjöstridsuppdrag. Den civila besättningen förstärks med marininfanteri eller andra landtrupper. Det var den typiska medeltida örlogsflottan.
- Ledungsflottor. Staten ålägger kustområdena att organisera och uppställa fartyg och besättningar för sjökrig. Fanns i Skandinavien och det anglosaxiska England under tidig medeltid.
- Legoflottor. Privata entreprenörer organiserar och uppställer fartyg och besättningar för sjökrig. Medelhavets galärflottor var ofta av denna typ och den spanska högsjöflottan var före 1600-talet till större delen uppställd av baskiska entreprenörer.
- Lokala flottor. Sjöstyrkor som organiserades av lokala områden, provinser eller enskilda hamnstäder, för att skydda sina egna intressen. Flera lokala flottor kunde samarbeta för att i krig operera som en nationell flotta, men organisatoriskt var de organiserade och finansierade av lokala intressen. Nederländerna hade, till exempel, ända till 1795 ingen nationell flotta, utan flottstyrkor organiserade av fem av de sju provinserna, av sex hamnstäder samt av Holländska Ostindiska Kompaniet och Nederländska Västindiska Kompaniet.
- Feodala flottor.  Sjöstyrkor organiserades som en del av vasallernas feodala förpliktelser och ställdes till feodalherrens förfogande. Sådana flottor har funnits på Skottlands västkust och i det normandiska Sicilien.
- Enskilda flottor. I de flesta länder fanns före 1600-talet enbart privat organiserade sjöstyrkor som ägaren använde efter eget gottfinnande, främst för att bekämpa kommersiella konkurrenter både i freds- och krigstid.